# Benjamin Davis Gilbert
Benjamin Davis Gilbert (21 de noviembre de 1835 - 3 de junio de 1907) fue un botánico estadounidense de origen belga, responsable del descubrimiento, descripción y clasificación de numerosas especies animales y vegetales.

## Biografía
Su padre murió tres meses antes de que él naciera, y su madre seis meses después. Su tío materno, Robert Davis, fue nombrado su tutor y fue criado por él en Cooperstown, Nueva York. Se educó en el Instituto Literario de Franklin en el condado de Delaware y de allí fue al Hamilton College, donde se graduó en 1857. Después de salir de la universidad se trasladó a Buffalo, donde durante tres años estuvo involucrado en el negocio de corretaje. En el otoño de 1860 llegó a Utica y se dedica a hacer negocios con su primo Robert H. Davis: empresa Davis & Gilbert. El negocio se interrumpió en 1876. En 1877 Gilbert formó una conexión con el Utica Morning Herald, entonces uno de los principales editores del condado de Oneida, primero como editor literario y luego como editor agrícola. Se convirtió en secretario de la Junta de Comercio de Utica en 1878 y continuó sirviendo hasta el 22 de abril de 1907.
En la primavera de 1889 Gilbert cortó su relación con el Utica Morning Herald y se retira a Clayville, Nueva York, donde se dio su vez más exclusivamente a su trabajo agrícola relacionado con la Asociación de Agricultores lácteos del estado de Nueva York, de la que se había convertido en secretario. Fue contratado por el gobierno para escribir una historia de la fabricación de queso en el estado de Nueva York y fue publicado por el departamento de agricultura de los Estados Unidos en 1898 con muy amplia difusión.
Contratado por el Ministerio de Agricultura, realizó expediciones botánicas por el sur californiano, y estados del sur, las islas de Bermudas. St. Thomas, Martinica, Jamaica; en Europa (Bélgica) África Tropical (Congo) e Indo-China (Vietnam).
Fue toda su vida un estudioso de la botánica e hizo una especialidad del estudio de los helechos y se convirtió en una autoridad en el tema, nombrando a muchos de los raros helechos para las grandes herbarios Su colección privada se vio realzada con especímenes de todo el mundo y era conocido como la mejor colección privada de ese país. Viajó mucho en tierras tropicales recogiendo especímenes raros. Revisó la lista de helechos de Bermudas y su panfleto sobre ese tema fue aceptado como autoridad, como era también su lista de helecho de pteridiphites norteamericanos. Fue contribuidor conocido a las publicaciones científicas de este país y de Europa. Su colección de helechos y biblioteca botánica fueron entregados a la biblioteca pública Utica para formar el núcleo de un departamento científico en esa institución.
Gilbert estuvo casado tres veces. Su primera esposa fue Amelia A. Dutton, de Meredith, del condado de Delaware, Nueva York, con quien se casó en 1858 y falleció en 1861. Luego se casó con Adelaide H. Thorne, de Utica, Nueva York, que murió en enero de 1881, dejando un hijo, Benjamin Thorne Gilbert, de Utica. En 1886 se casó con Sarah Jeannette Millard, de Clayville, Nueva York.

## Algunas publicaciones
- 1906. Polypodium Vulgare Var. Alato-multifidum, Var. Nov, 	105 pp.

- 1901. "Working List of North American Pteridophytes (North of Mexico), Together with Descriptions of a Number of Varieties Not Heretofore Published" 40 pp.

- 1900. "Athyrium as a Genus" en Fernwort Papers

- 1896. "History of cheese making in New York" USDA, 21 pp.

- 1878. "Ferns of New York State" Bull. of the Torrey Bot. Club 6: 266-267

## Honores

### Membresías
- Sociedad Histórica de Oneida
- Sociedad de Guerras Coloniales del Estado de Nueva York

### Epónimos
Género
- (Fabaceae) Gilbertiodendron J.Léonard[5]

Especies vegetales
- (Agavaceae) Agave gilbertii A.Berger[6]

- (Asteraceae) Eupatorium gilbertii B.L.Rob.[7]

- (Rosaceae) Crataegus gilbertiana Sarg.[8]

- La abreviatura «Gilbert» se emplea para indicar a Benjamin Davis Gilbert como autoridad en la descripción y clasificación científica de los vegetales.[9]